# Kościół św. Jana w Dziećmorowicach
Kościół św. Jana Apostoła w Dziećmorowicach – rzymskokatolicki kościół parafialny znajdujący się w Dziećmorowicach, w powiecie wałbrzyskim, w województwie dolnośląskim.
Kościół wzmiankowany w 1372 r., w obecnej postaci wzniesiony został w latach 1827–1829, być może na miejscu poprzedniej świątyni. Zbudowany jest z kamienia, jednonawowy z wydzielonym prezbiterium. We wnętrzu świątyni zachowały się m.in.: ołtarz główny z XVIII w., dwa ołtarze boczne, neobarokowe z 1830 r., ambona renesansowa z ok. 1620 r., chrzcielnica wykonana z piaskowca z 1600 r., oraz 15 płyt nagrobnych z piaskowca. 
W kościele pochowani są członkowie szwabskiej linii rodu Hohenzollernów, w tym hrabia Johann Georg, właściciel Dziećmorowic i patron kościoła jako pan na pobliskim zamku Kynsburg i Zagórzu, i jego córka i dziedziczka dóbr, Anna Katarzyna,. 